# Bobine B
 (mars 2020).
Si vous disposez d'ouvrages ou d'articles de référence ou si vous connaissez des sites web de qualité traitant du thème abordé ici, merci de compléter l'article en donnant les références utiles à sa vérifiabilité et en les liant à la section « Notes et références ».
Dans la production cinématographique et télévisuelle, la bobine B (ou rouleau B, en anglais : B-roll) est un métrage supplémentaire ou alternatif intercalé avec le plan principal. Le terme bobine A, faisant référence à la séquence principale, est tombé en désuétude.  

## Production cinématographique et vidéo
Certains extraits de films et de vidéos peuvent être extraits de l'histoire principale pour montrer des scènes ou des actions liées. Des plans complémentaires dits inserts peuvent être utilisés pour présenter au public le contexte de l'histoire, ou pour dissimuler un raccord disgracieux. Ces images secondaires sont souvent muettes ou présentées avec un son de très bas niveau, car le son du métrage principal doit continuer pendant que les autres images sont affichées. Les différents plans muets sont appelés bobine B.
La bobine B peut être réalisée par de plus petites équipes, car le son n'est pas nécessaire. Des caméras plus petites peuvent être utilisées pour plus de facilité en termes de portabilité et de configuration. Dans les films documentaires, les séquences bobine B sont souvent tournées après le tournage de l'interview principale, pour fournir des scènes de soutien à ce qui a été dit par l'interviewé. Dans un projet de docudrame, la bobine B peut se référer à des scènes de reconstitution dramatiques mises en scène par le producteur et interprétées par des acteurs, à utiliser comme plans de coupe.
Il existe de nombreux types de bobines B, notamment des prises de vue par insertion ou des effets spéciaux.
Des séquences de bobine B peuvent être ajoutées ou extraites d'une bibliothèque de séquences d'archives.

## Histoire

### Raccords sur films 16 mm
L'expression bobine B vient d'une solution au problème des raccords visibles sur la pellicule étroite utilisée dans les films de 16 mm. L'espace entre les images des films de 35 mm étaient assez larges pour cacher les collures, mais sur les bandes de 16mm, elles débordent sur le champ de l'image et apparaissent comme des défauts. Pour l'éviter, on assemble les plans impairs sur la bobine A, séparés par un film noir opaque de la longueur du plan pair correspondant, et inversement sur la bobine B, les plans pairs séparés par des longueurs noires. On expose successivement le film de la copie avec la bande A, puis, après avoir remonté la bobine au repère de synchronisation, avec la bande B. La méthode offre l'avantage supplémentaire de laisser le temps d'un plan pour changer les réglages de filtre de l'étalonnage de couleur. Les plans sur une bobine correspondent à un plan avec un film noir sur l'autre bobine, en un motif en damier (un autre nom pour le processus était "impression en damier"[réf. souhaitée]).

### Transfert télécinéma
Jusqu'au milieu des années 1970, les équipes d'informations télévisées tournaient à la fois les images principales de la bobine A et de la bobine B sur un film de 16 mm. Le son est intégré sur le film au moyen d'une bande magnétique au bord du film. Les scènes bobine A et bobine B, tournées à 24 images par seconde, sont converties à la fréquence d'images de télévision de 30 images par seconde à l'aide d'un système de télécinéma composé de deux projecteurs de film, l'un montrant le métrage principal bobine A et l'autre la bobine B. Le son du métrage de la bobine A est utilisé (ou le son de la narration ou de la voix off), tandis que les images de la bobine B sont insérées comme souhaité.

### Montage de bandes vidéo linéaire
Dans les années 80, le terme bobine B été adopté pour le montage vidéo linéraire à l'aide d'au moins deux magnétoscopes. Traditionnellement, les magnétophones d'un ensemble de montage sont étiquetés par lettre. La platine « A » est celle contenant la bande principale sur laquelle l'action principale est tournée. La platine « B » est utilisée pour faire tourner des cassettes contenant des séquences supplémentaires telles que des prises de vue, des plans en coupe et tout autre visuel. Le son est généralement extrait de la platine A seule, la platine B fournissant une vidéo muette. Comme les systèmes de montage linéaire ne peuvent dissocier des clips sur la même bande, une liste de montage est utilisée pour distinguer les clips issus de la bobine A et de la bobine B, afin d'indiquer les machines source.